# George W. Snyder
George W. Snyder (* 1780 im Bucks County, Pennsylvania; † 10. Februar 1841 in Paris, Kentucky) war ein Uhrmacher und Silberschmied.
Snyder kam etwa 1803 aus Pennsylvania in das damals noch Hopewell genannte Paris (Kentucky). Er, als Uhrmacher und Silberschmied in der Feinmechanik erfahren, entwickelte in den 1810/20 Jahren, wohl auf einem englischen Model nach dem Prinzip von Onesimus Ustonson basierend, die „Kentucky reels“, Amerikas erste und am meisten verbreitete Multiplikatorrollen. Damit wurde die Möglichkeit, Fische auch über eine größere Distanz hinweg zu erangeln, deutlich erweitert. Anfangs zum Eigenbedarf, fertigte er später Exemplare für Mitglieder seines Angelvereines und schließlich kommerziell. Sein Sohn setzte die Produktion fort. Die Modelle wurden auch von anderen Goldschmieden und Fabriken übernommen und gefertigt.